# Ukiah (California)
Ukiah (/juːˈkaɪ.ə/) è una località degli Stati Uniti d'America, capoluogo della contea di Mendocino, nello Stato della California.